# Русков
Русков (слч. Ruskov) насељено је мјесто са административним статусом сеоске општине (слч. obec) у округу Кошице-околина, у Кошичком крају, Словачка Република.

## Становништво
| Година:    | 1994. | 2004.   | 2014.   | 2024.    |
| ---------- | ----- | ------- | ------- | -------- |
| Број људи: | 1326  | 1328    | 1450    | 1778     |
| Разлика:   |       | +0,15 % | +9,18 % | +22,62 % |

| Година:    | 2023. | 2024.   |
| ---------- | ----- | ------- |
| Број људи: | 1742  | 1778    |
| Разлика:   |       | +2,06 % |

Према подацима о броју становника из 2011. године насеље је имало 1.390 становника.